# (3615) Safronov
(3615) Safronov (1983 WZ) – planetoida z pasa głównego asteroid okrążająca Słońce w ciągu 5,65 lat w średniej odległości 3,17 au Odkrył ją Edward Bowell 29 listopada 1983 roku.